# So Far, So Good... So What!
So Far, So Good... So What! – trzeci album grupy Megadeth z 1988 roku.

## Lista utworów
1. „Into the Lungs of Hell” (instrumentalny) (muzyka: David Mustaine) - 3:23
2. „Set the World Afire” (muz. Mustaine, sł. Mustaine) - 5:48
3. „Anarchy in the U.K. (feat. Steve Jones)” (cover zespołu Sex Pistols) - 3:00
4. „Mary Jane” (muz. Mustaine, sł. Mustaine, Ellefson) - 4:25
5. „502” (muz. Mustaine, sł. Mustaine) - 3:29
6. „In My Darkest Hour” (muz. Mustaine, sł. Mustaine, Ellefson) - 6:26
7. „Liar” (muz. Mustaine, Ellefson, sł. Mustaine) - 3:20
8. „Hook in Mouth” (muz. Mustaine, Ellefson, sł. Mustaine) - 4:49

Reedycja, 2004
1. „Into the Lungs of Hell” (Paul Lani mix) (instrumentalny) - 3:32
2. „Set the World Afire” (Paul Lani mix) - 5:53
3. „Mary Jane” (Paul Lani mix) - 4:08
4. „In My Darkest Hour” (Paul Lani mix) - 6:11

## Twórcy
- Dave Mustaine - wokal, gitara prowadząca, gitara rytmiczna, producent
- David Ellefson - gitara basowa, chórki
- Jeff Young - gitara prowadząca, gitara rytmiczna
- Chuck Behler - perkusja
- Steve Jones - solówka gitarowa („Anarchy in the U.K.”)
- Paul Lani - producent, inżynier dźwięku, miksowanie (utwory dodatkowe)
- Tim Carr - producent wykonawczy
- Matt Freeman - asystent inżyniera dźwięku
- Michael Wagener - miksowanie
- Stephen Marcussen - mastering
- Ralph Patlan - remiksowanie (edycja remasterowana)
- Tom Baker - remastering (edycja remasterowana)
- Bo Caldwell, Dave McRobb - okładka